# Međunarodni standardni broj knjige
Međunarodni standardni broj knjige (engl. International Standard Book Number, ISBN) je jedinstveni identifikator knjiga i drugih omeđenih publikacija bez obzira na medijum (papir, kompakt disk...) na kojem se objavljuju. Njegova primjena počinje 1966. godine, kada je počeo da se koristi u Velikoj Britaniji kao SBN (engl. Standard Book Number - standardni broj knjige), a obuhvatao je samo izdavače sa engleskog govornog područja. Sedamdesetih godina prošlog stoleća SBN postaje međunarodno prihvaćen i preimenovan je u ISBN. 1972. godine osnovana je Međunarodna agencija za ISBN sa sjedištem u Berlinu koji koordiniše rad nacionalnih agencija za ISBN i prati primjenu sistema.

## Struktura-a
Oznaka međunarodnog standardnog knjižnog broja sastoji se od akronima engleskog naziva ISBN i trinaest cifara raspoređenih u pet skupina koje su međusobno odvojene crticom. Prvu skupinu čini trocifreni prefiks, druga je oznaka nacionalne, geografske ili jezičke grupe, treća je oznaka izdavača, četvrta označava naslov, a peta je kontrolni broj. „Broj cifara u trećoj i četvrtoj skupini ovisi o planu izdavača, odnosno broju naslova koje izdavač namjerava da objavi.“
Do 1. januara 2007. godine ISBN oznaka sastojala se od deset cifara raspoređenih u četiri skupine međusobno odvojenih razmakom ili crticom. Od 1. januara 2007. oznaka međunarodnog standardnog knjižnog broja promijenila se iz desetocifrene u trinaestocifrenu tako da je desetocifrena oznaka dobila trocifreni prefiks 978 i novi kontrolni broj. Na taj način međunarodni standardni broj knjige u potpunosti je usklađen sa crtičnim kodom EAN-13 (engl. European Article Numbering - evropsko numerisanje proizvoda). Izdavači koji su se uključili u sistem ISBN prije 1. januara 2007. ne smiju da koriste desetocifrene  oznake koje su im dodijeljene prije tog datuma, već ih moraju preračunati u trinaestocifrene  oznake uz pomoć pretvarača dostupnog na zvaničnom sajtu ISBN.

## Kako se izdavač uključuje u sistem
Svaki izdavač koji želi da se uključi u ISBN sistem treba najprije da ispuni upitnik, koji se preuzima u nacionalnoj agenciji za ISBN, i da priloži plan izdavača. Na temelju toga izdavač zauzima odgovarajuće mjesto u sistemu ISBN. Uključenjem u sistem ISBN podaci o izdavaču objavljuju se u međunarodnom imeniku izdavača (engl. Publishers' International. ISBN Directory), koji jednom godišnje izdaje Međunarodna agencija za ISBN.

## Zašto?
Uvođenje međunarodnog standardnog knjižnog broja rezultat je porasta izdavačke produkcije u cijelome svijetu ali i potrebe da svi oblici poslovanja s knjigom (uvoz-izvoz, obrada porudžbina, evidencija pretporudžbina, marketing, bibliografski opis, svi oblici međunarodne razmjene knjiga, inventura, službe skladištenja itd.) budu ažurirani i računarski čitljivi, tj. pogodni za automatsku obradu podataka.

## Literatura
- Trtovac, Aleksandra (2016). Deskriptori metapodataka i deskriptori sadržaja u pronalaženju informacija u digitalnim bibliotekama. Beograd.  48151567. Архивирано из оригинала 25. 12. 2023. г.